# Don’t Sweat the Technique
Don’t Sweat the Technique (с англ. — «Не переживай за технику») — четвёртый и последний студийный альбом американского хип-хоп-дуэта Eric B. & Rakim, выпущенный 23 июня 1992 года на лейбле MCA Records.
Альбом построен на звучании предыдущего альбома Let the Rhythm Hit ’Em, а Раким звучит более агрессивно на фоне джазового наполненного соулом продакшена Эрика Би. Заглавный трек был незначительным радиохитом. «Casualties of War» также вышел в виде сингла и содержит некоторые из самых политических текстов Ракима. Сингл «What’s on Your Mind» изначально появился на саундтреке к фильму Домашняя вечеринка 2 1991 года, а «Know the Ledge» впервые появился в фильме Juice под названием «Juice (Know the Ledge)».
Альбом достиг 22 места в чарте Billboard 200 и 9 места в чарте Top R&B/Hip-Hop Albums в американском журнале Billboard. Альбом также достиг 73 места в чарте UK Albums Chart в Великобритании.
Альбом содержит четыре сингла, которые попали в чарты журнала Billboard: «What’s on Your Mind?», «Juice (Know The Ledge)», «Don’t Sweat the Technique» и «Casualties of War».

## Об альбоме
Альбом содержит больше социально ориентированных текстов Ракима. «Casualties of War» (с англ. — «Жертвы войны») связан с войной в Персидском заливе, в которой возглавляемая Соединенными Штатами военная коалиция освободила Кувейт после его незаконной аннексии Ираком. Песня упоминает концепцию посттравматического стрессового расстройства и касается мусульманской веры Ракима. Трек «What’s Going On» посвящён эпидемии крэка, которая преследовала Нью-Йорк в конце 1980-х и начале 1990-х, бедности, преступления чернокожих, жестокости полиции и аборту. Десятый трек «Know the Ledge» (который первоначально появился на саундтреке к фильму 1992 года «Авторитет») содержит рассказ о соседе, бандите и наркодилере, который вынужден вступить в борьбу со своим жестоким и безрассудным образом жизни.

## Приём критиков
| Оценки критиков               | Оценки критиков |
| Источник                      | Оценка          |
| ----------------------------- | --------------- |
| AllMusic                      | [ 5 ]           |
| Boston Herald                 | A–              |
| Robert Christgau              | A–              |
| Entertainment Weekly          | C+              |
| Orlando Sentinel              | [ 9 ]           |
| Q                             | [ 10 ]          |
| Rolling Stone                 | [ 11 ]          |
| The Rolling Stone Album Guide | [ 12 ]          |
| The Source                    | [ 13 ]          |

Don’t Sweat the Technique получил положительные отзывы от современных музыкальных критиков. В своём обзоре для журнала Rolling Stone Хавлок Нельсон сказал, что «треки Эрика Би мягкие и злые, в то время как тексты Ракима одновременно красноречивые и угрожающие». Гил Гриффин из The Washington Post похвалил мужественные тексты песен Ракима и «плотные джаз треки Эрика Би, полные акустического баса, духовых, пианино и плотных барабанных ударов». Журналист американской газеты Orlando Sentinel Пэрри Геттельман высоко оценил «гарантированные рифмы» Ракима и отметил, что биты Эрика Би «экономически пронизаны настойчивыми вокальными и инструментальными риффами». Американская газета Boston Herald похвалила «разнообразное сочетание ритмов и мелодий Эрика Би… от жёсткого фанка до более приглушённого блюза и джаза», заключив, что «Мощная комбинация красноречивого рэпа и броских битов делает альбом настоящей горелкой». Американский журнал Musician так же заявил: «Что делает этот дуэт динамичным, так это то, что они понимают важность соблюдения основных принципов — жёстких битов, хитрых семплов и образных ритмов — и предшествующей моды».
В смешанном обзоре для журнала Entertainment Weekly Джеймс Бернард заметил, что в альбоме не хватает "куража американских горок как в песне 'Teach' или 'Casualties of War', написав, что дуэт «слишком много раз возвращался к колодцу, сохраняя технику, не поддерживая энергию». Дмитрий Эрлих из журнала Spin был неоднозначным по отношению к «подходу Эрика Би к мясу и картошке при сборке треков», но рассматривал альбом как «более сплоченное и достойное усилие», чем Let the Rhythm Hit ’Em.
Эрлих оценил рифмы Ракима как «живые, разнообразные и творческие» и заявил: "Своим грубым, вызывающим воспоминания уличным репортажем и прекрасным чувством детализации он создаёт сценарии городского апокалипсиса, которые, похоже, подхватывают грувы по выживанию Эрика Би. Журнал Q почувствовал, что дуэт «может быть одной из самых почтенных рэп-команд, но они явно всё ещё способны адаптироваться к меняющимся стилям». Роберт Кристгау, пишущий для американской газеты The Village Voice, дал альбому оценку «A-». Он сказал, что метафоры Ракима используют «интерфейс между фильмами ужасов и воображением постмодерна», и выдвинул на первый план «новый грув» Эрика Би как «звезду шоу».
В ретроспективном обзоре редактор Allmusic Джейсон Элиас назвал альбом «ещё одним сильным усилием одной из самых уважаемых рэп-групп» и подчеркнул «блестящий слух Эрика Би, который может снять напряжение и вытащить магию из идущего в никуда трека»/

## В популярной культуре
Третий сингл «Don’t Sweat the Technique» появлялся во многих видеоиграх, включая видеоигру 2002 года Aggressive Inline, видеоигру 2016 года Watch Dogs 2 и видеоигру 2018 года Forza Horizon 4. Она также появилась в фильме 2011 года с участием Мэттью Макконахи «Линкольн для адвоката». «Know the Ledge» (также известный как «Juice (Know the Ledge)» из фильма «Авторитет») нашёл применение в видеоигре о скейтбординге 2007 года Skate, видеоигре про BMX 2002 года Mat Hoffman’s Pro BMX 2, в баскетбольной видеоигре 2017 года NBA 2K18 и CGI трейлере Saints Row 2006 года. Последний сингл «Casualties of War» использовался в сериале Netflix 2018 года «Парадокс Кловерфилда».

## Список композиций
| #  | Название                    | Длительность |
| -- | --------------------------- | ------------ |
| 1  | «What’s on Your Mind?»      | 5:31         |
| 2  | «Teach the Children»        | 3:01         |
| 3  | «Pass the Hand Grenade»     | 3:14         |
| 4  | «Casualties of War»         | 4:02         |
| 5  | «Rest Assured»              | 3:36         |
| 6  | «The Punisher»              | 4:10         |
| 7  | «Relax with Pep»            | 4:00         |
| 8  | «Keep the Beat»             | 4:15         |
| 9  | «What’s Going On?»          | 3:52         |
| 10 | «Know the Ledge»            | 3:58         |
| 11 | «Don’t Sweat the Technique» | 4:22         |
| 12 | «Kick Along»                | 3:26         |

## Участники записи
Участники записи для альбома Don’t Sweat the Technique были взяты с сайта AllMusic.
- Eric B. & Rakim — исполнительный продюсер, продюсер, программирование
- Раким — исполнитель, продюсер, программирование, вокал
- Ли Энтони — инженер, сведение
- Марк Хардер — инженер, сведение
- Луи Альфред III — помощник инженера
- Данте Джоя — помощник инженера
- Карл Гланвилл — помощник инженера
- Энди Грасси — помощник инженера
- Крейг Винцельберг — помощник инженера
- Данн Войнар — помощник инженера
- Лардж Профессор — координация продакшна
- Ричард Симмонс — координация продакшна
- Кервин Янг — координация продакшна
- Херб Пауэрс — мастеринг
- Вартан — арт-дирекция
- Эль Симаррон — дизайн
- Сизар Вера — фотография

## Чарты

### Еженедельные чарты
| Чарт (1992)                            | Высшая позиция |
| -------------------------------------- | -------------- |
| США (Billboard 200)                    | 22             |
| США (Billboard Top R&B/Hip-Hop Albums) | 9              |
| Великобритания (UK Albums Chart)       | 73             |

### Итоговые годовые чарты (альбом)
| Чарт (1992)                | Позиция |
| -------------------------- | ------- |
| Top R&B Albums (Billboard) | 61      |

### Синглы
Четыре сингла были выпущены из альбома. Первый сингл «What’s on Your Mind» (который первоначально появился на саундтреке к фильму Домашняя вечеринка 2 1991 года) достиг 34 места в чарте Hot R&B Singles и 20 места в чарте Hot Rap Songs, что делает его самым слабым синглом из четырёх. Второй сингл «Know the Ledge» (появившийся в фильме Juice 1992 года) был самым успешным синглом из всех четырёх, он занял 96 место в чарте Billboard Hot 100. Третий сингл «Don’t Sweat the Technique» достиг 14 места в чарте Hot R&B Singles и 1 места в чарте Hot Rap Songs. Четвёртый и последний сингл «Casualties of War» достиг 11 места в чарте Hot Rap Songs.
| 1992 | «What’s on Your Mind?»      | -  | 34 | -  | 30 | 20 |
| 1992 | «Juice (Know The Ledge)»    | 96 | 38 | -  | -  | 7  |
| 1992 | «Don’t Sweat the Technique» | -  | 14 | 12 | 4  | 1  |
| 1992 | «Casualties of War»         | -  | -  | -  | -  | 11 |

### Итоговые годовые чарты (синглы)
| 1992 | «Don’t Sweat the Technique» | 21 |